# Калье-Ларга
Калье-Ларга (исп. Calle Larga) — город в Чили. Административный центр одноимённой коммуны. Население города — 4966 человек (2002).   Город и коммуна входит в состав провинции Лос-Андес  и области Вальпараисо.
Территория — 321,7 км². Численность населения — 14 832 жителя (2017). Плотность населения — 46,1 чел./км².

## Расположение
Город расположен в 96 км на восток от административного центра области города Вальпараисо и в 4 км на юго-запад от административного центра провинции города Лос-Андес.
Коммуна граничит:
- на севере и востоке — c коммуной Лос-Андес
- на юге — c коммуной Колина
- на западе — c коммуной Ринконада

## Демография
Согласно сведениям, собранным в ходе переписи 2017 г. Национальным институтом статистики (INE),  население коммуны составляет:
| Полное население                          | Полное население                          | Полное население                          | Полное население                          | Полное население                          | 14 832 |
| ----------------------------------------- | ----------------------------------------- | ----------------------------------------- | ----------------------------------------- | ----------------------------------------- | ------ |
| в том числе:                              | Городское население                       | 10 691                                    | Процент городского населения, %           | 72,08                                     |        |
|                                           | Сельское население                        | 4 141                                     | Процент сельского населения, %            | 27,92                                     |        |
|                                           | Мужское население                         | 7 328                                     | Процент мужского населения, %             | 49,41                                     |        |
|                                           | Женское население                         | 7 504                                     | Процент женского населения, %             | 50,59                                     |        |
| Плотность населения, чел/км²              | Плотность населения, чел/км²              | Плотность населения, чел/км²              | Плотность населения, чел/км²              | Плотность населения, чел/км²              | 46,1   |
| Население коммуны в % к населению области | Население коммуны в % к населению области | Население коммуны в % к населению области | Население коммуны в % к населению области | Население коммуны в % к населению области | 0,82   |

| Динамика изменения населения коммуны | Динамика изменения населения коммуны | Динамика изменения населения коммуны | Динамика изменения населения коммуны |
| ------------------------------------ | ------------------------------------ | ------------------------------------ | ------------------------------------ |
| 1992                                 | 2002                                 | 2012                                 | 2017                                 |
| 9860                                 | 10 393▲                              | 13 422▲                              | 14 832▲                              |

## Важнейшие населенные пункты[4]
| №  | Населённый пункт                              | Населённый пункт (исп.)                     | Категория | Население чел. (2002) | На карте                        |
| -- | --------------------------------------------- | ------------------------------------------- | --------- | --------------------- | ------------------------------- |
| 1  | Калье-Ларга                                   | Calle Larga                                 | город     | 4966                  | 32°51′19″ ю. ш. 70°37′34″ з. д. |
| 2  | Покуро                                        | Pocuro                                      | поселок   | 734                   | 32°52′13″ ю. ш. 70°37′03″ з. д. |
| 3  | Пасо-Басауре-Альто-дель-Пуэрто- Сан-Франсиско | Paso Basaure Alto Del Puerto- San Francisco | поселок   | 539                   | 32°50′34″ ю. ш. 70°37′53″ з. д. |
| 4  | Ла-Кальдера                                   | La Caldera                                  | поселок   | 510                   | 32°52′39″ ю. ш. 70°36′28″ з. д. |
| 5  | Сеньор-Побре-Бехарес                          | Señor Pobre Béjares                         | поселок   | 481                   |                                 |
| 6  | Валье-Алегре-Лос-Фаролес (часть)              | Valle Alegre-Los Faroles                    | поселок   | 325                   | 32°51′29″ ю. ш. 70°39′44″ з. д. |
| 7  | Эль-Патагуаль                                 | El Patagual                                 | поселок   | 279                   | 32°51′33″ ю. ш. 70°36′45″ з. д. |
| 8  | Эль-Пимьенто                                  | El Pimiento                                 | поселок   | 275                   | 32°52′20″ ю. ш. 70°35′13″ з. д. |
| 9  | Эль-Эстеро                                    | El Estero                                   | поселок   | 234                   | 32°53′13″ ю. ш. 70°35′26″ з. д. |
| 10 | Лос-Вильярес (часть)                          | Los Villares                                | поселок   | 166                   | 32°49′43″ ю. ш. 70°39′08″ з. д. |
| 11 | Ла-Пальма-Эрасо                               | La Palma-Erazo                              | поселок   | 112                   | 32°51′25″ ю. ш. 70°38′42″ з. д. |